# Parc Olry
Le parc Olry est un jardin public de la ville de Nancy.

## Situation et accès
Le parc est situé au 83 avenue de Strasbourg, à proximité de l'hôpital central et de l'église Saint-Pierre.

## Origine du nom
Le parc actuel tient son nom d'Achille Olry, qui le possédait ainsi que les deux immeubles qui se tenaient à cette place.

## Historique
Le parc Olry se tient à l'emplacement d'une ancienne léproserie fondée au XIIIe siècle sous la protection de sainte Madeleine.
Le parc actuel provient d'un legs fait en octobre 1910 à la municipalité de Nancy par Achille Olry, qui le possédait ainsi que les deux immeubles qui se tenaient à cette place. Il fit ce legs sous la condition que les immeubles soient démolis et que le parc soit ouvert au public. Du fait de la Première Guerre mondiale qui éclata peu de temps après, l'ouverture n'eut cependant lieu qu'en 1924. Pendant l'intervalle, le parc aura été aménagé, et la municipalité acheta également des terrains contigus afin d'y installer des serres.
C'est un site naturel inscrit par décret du 17 septembre 1947.

## Description
Le parc en lui-même s'étend sur une superficie de deux hectares, auxquels viennent s'ajouter 2,5 hectares pour les dépendances (les serres), soit un total de 4,5 hectares. Le fleurissement du parc Olry est sous la direction d'Eric Bauvin.
L'entrée monumentale du parc est un vaste portail XVIIIe siècle provenant de l'hôtel de Mahuet, situé rue Saint-Dizier. Un escalier en forme d'amphithéâtre et un petit étang se trouvent proches de l'entrée du parc.
Il est membre du CPJF (Comité des parcs et jardins de France).
Un buste d'Ambroise-Auguste Liébeault s'y élève.
Le parc présente un certain intérêt botanique : on y trouve entre autres un Savonnier, un acajou de Chine, un ginkgo biloba, un cornouiller rouge, un séquoia, un callicarpa ...
Jouxtant le parc, les serres municipales de la ville de Nancy assurent la production annuelle des plantes fleuries destinées à la décoration des massifs de la ville.

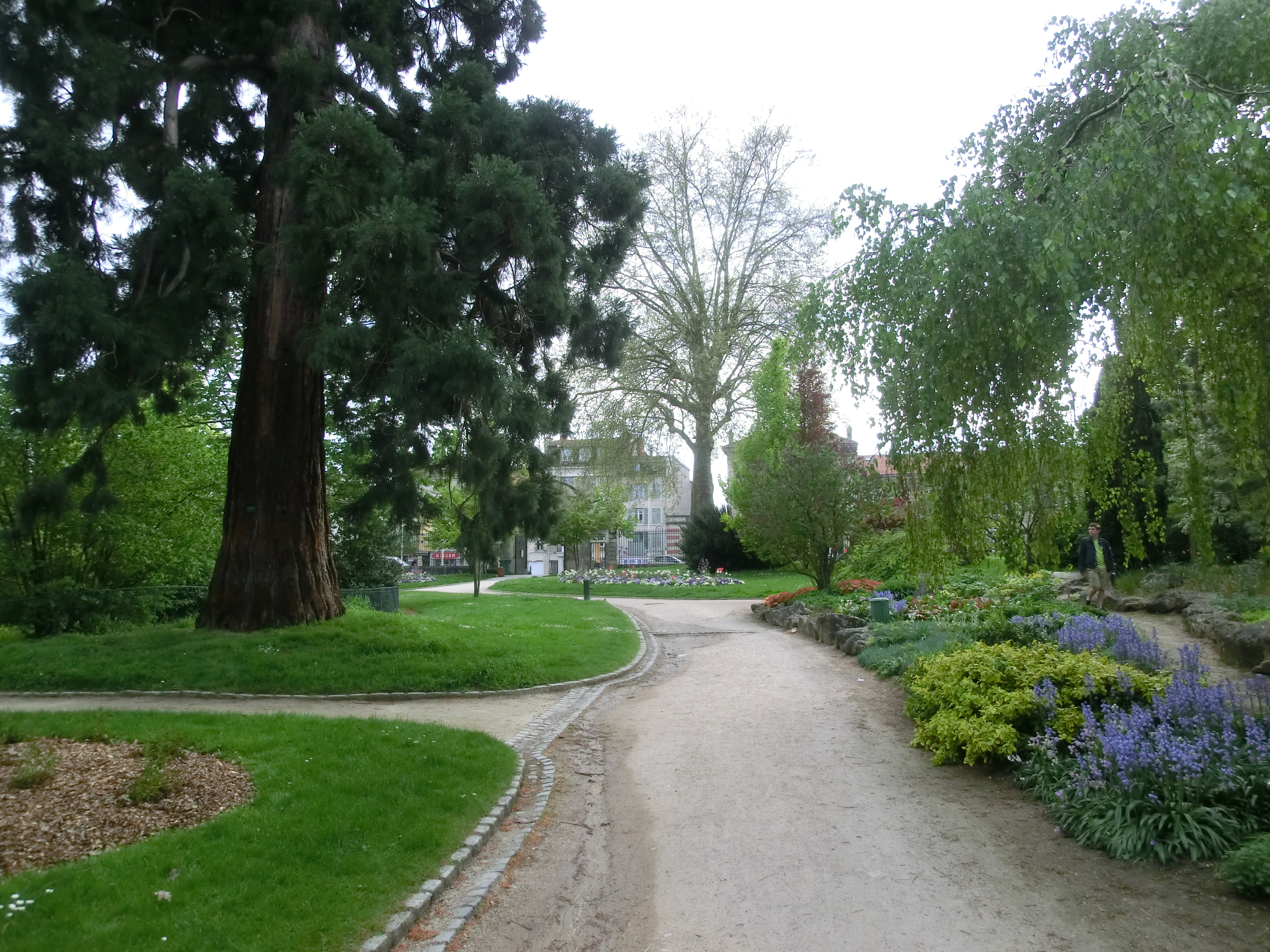
Allée centrale.
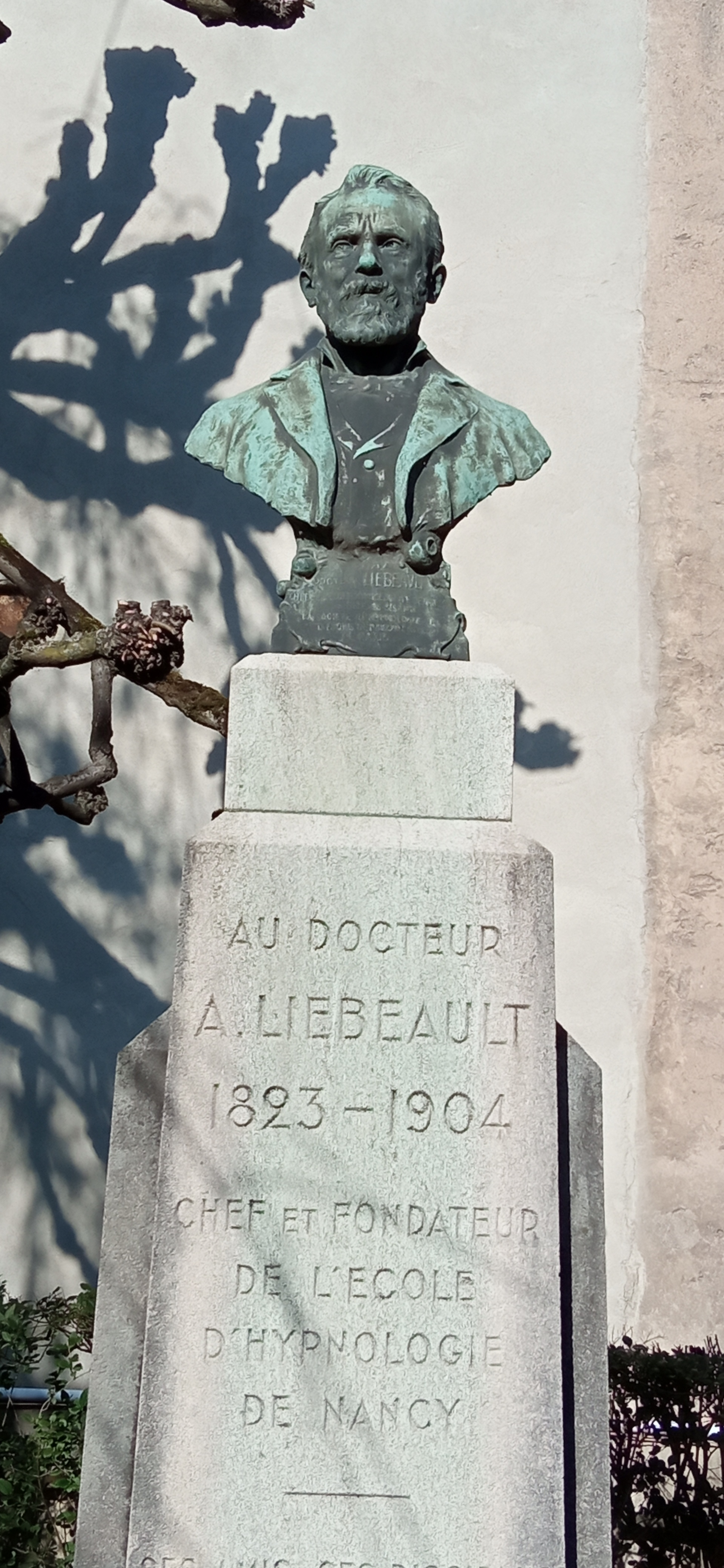
Buste de Liébeault.
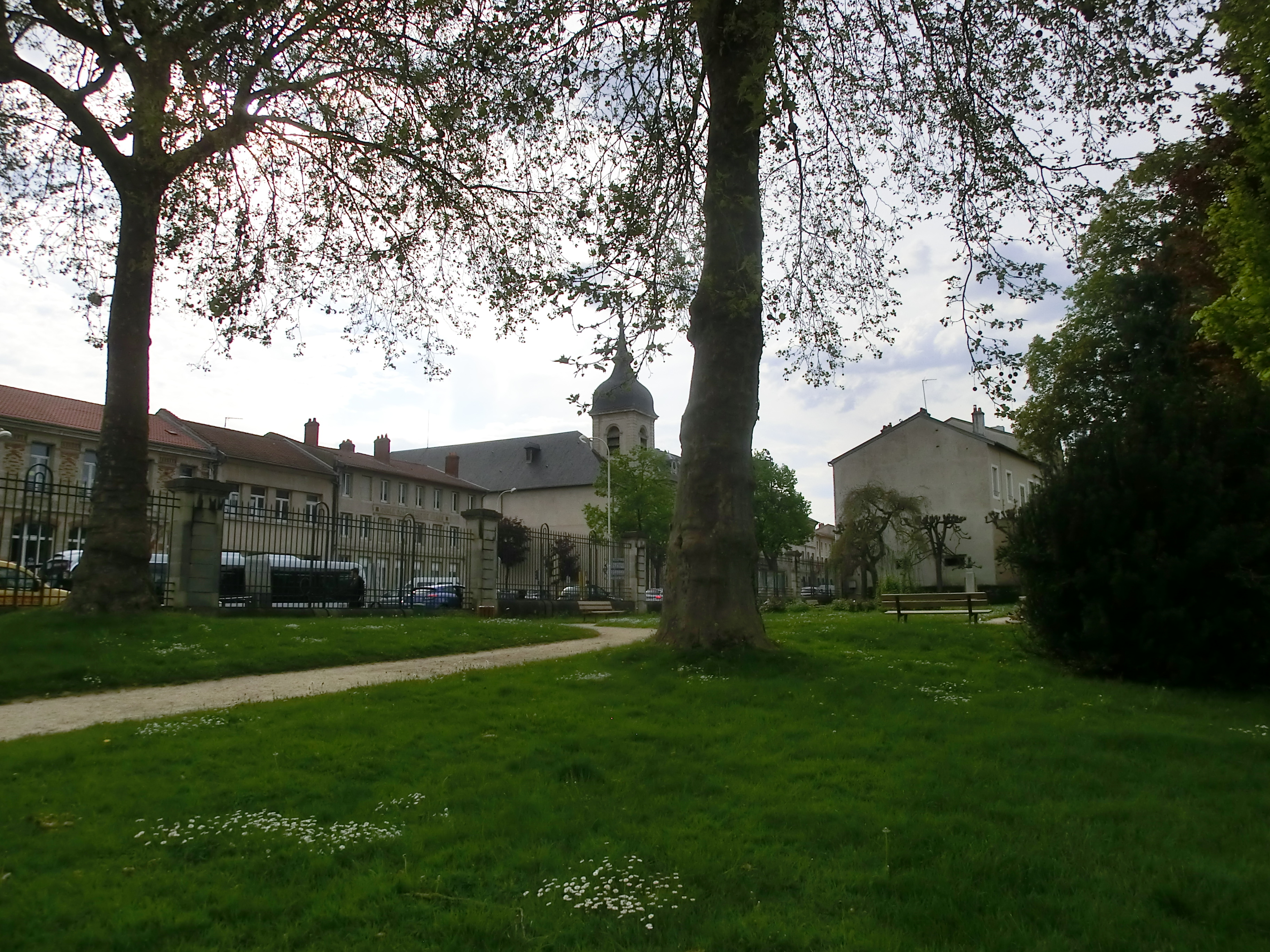
Grilles du parc Olry, avec au loin la flèche de l'hôtel de la Mission Royale.
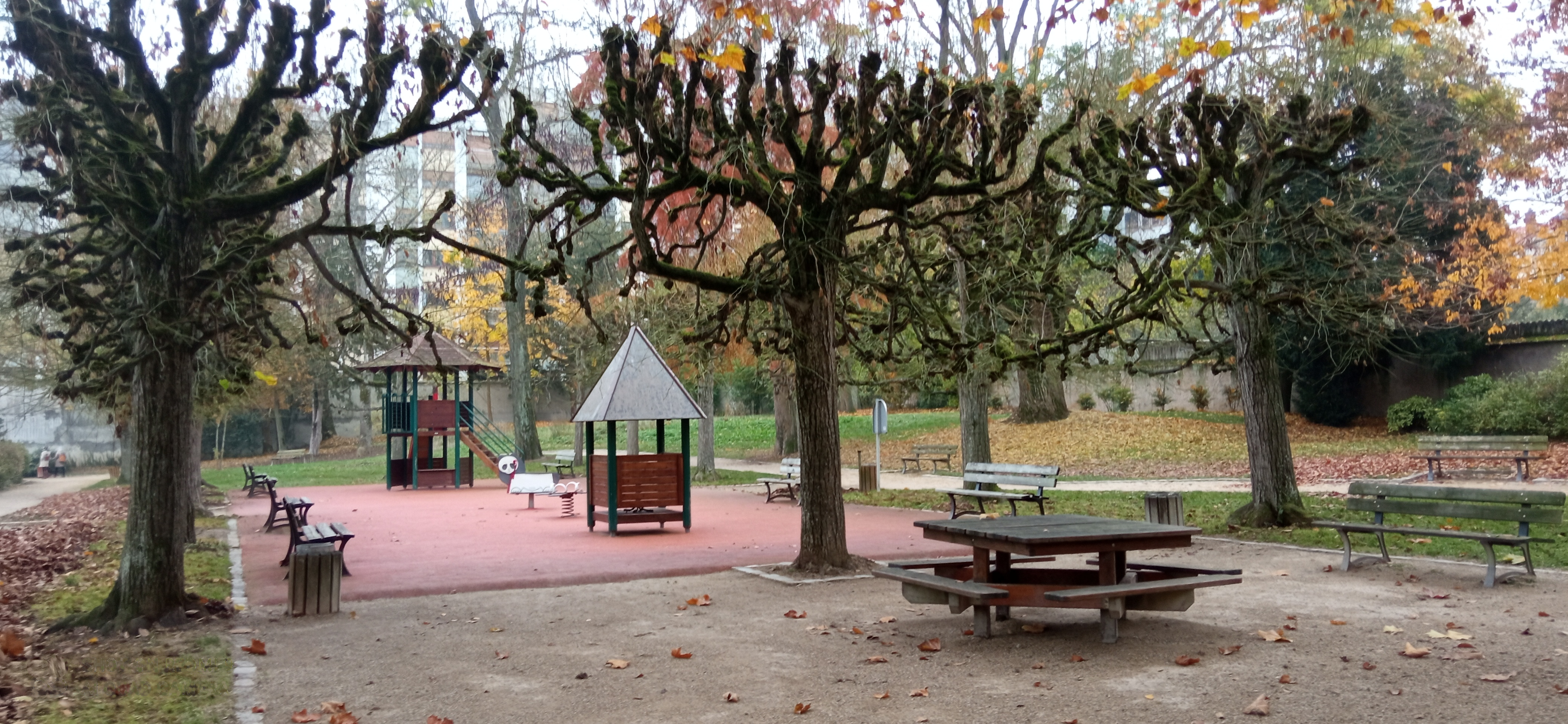
L'aire de jeux.